# PIEDPIPER
PIEDPIPER（パイドパイパー）はYouTubeをメインに活動を行うクリエイティブレーベル、KAMITSUBAKI STUDIOやSINSEKAI STUDIOの統括プロデューサーである。バーチャルシンガー花譜や理芽、ボカロPのカンザキイオリのプロデュースを行ったほか、V.W.PやCIELなどKAMITSUBAKI STUDIO所属の全てのアーティスト、VALISやAlbemuthなどのSINSEKAI STUDIOのバーチャルアーティストの監修を行っている。花譜のライブ『不可解』ではディレクションも行っている。

## プロデュース活動
PIEDPIPERがKAMITSUBAKI STUDIOを手掛ける前はクライアントからの発注によるデザインワークや映像のプロデュースなどのクリエイティブディレクターであった。2011年頃から自発的なプロジェクトを動かしたいと思い始めた。花譜デビュー以前にも複数のアーティストのプロデュースを行っていた。音楽業界の人間ではなかったため、手探りで始めることとなった。KAMITSUBAKI STUDIOのプロデュースをすることとなったのはカンザキイオリと花譜の2人の才能を見つけたことによる。その後現在KAMITSUBAKI STUDIOに所属するクリエイターやアーティストに出会い、その構想が形になった。
バーチャルアーティストを手掛けているが、そのコンセプトは「できることを増やし、可能性を拡張すること」である。そのため顔出しをしないことは目的ではなかったが、結果的にそうなっておりそれが今の潮流ではないかと語っている。バーチャルYouTuber界隈では、フィクションの一形態であるバーチャルを掲げるプロジェクトにおいてプロデュースする運営の存在は極めてリアルで、お金や大人の存在を想起させるため、影を薄くすることがほとんどである。しかし、その中でも花譜という存在に託されたコンセプトを、運営としての意思を的確な言葉で語ることでファンから支持されている。バーチャルなアーティストのプロデュースはフィジカルのアーティストに比べて運営コストが大きく、効率性を追求し強固な運営体制を作ることが重要であると語っている。

### 花譜のプロデュース
KAMITSUBAKI STUDIOは、PIEDPIPERが当時無名だった女子中学生、花譜の歌声に出会ったことから始まった。2017年、当時中高生に人気だった歌の投稿アプリで才能を発掘しようと探していたところ、フォロワーが10人程度であったが独自性のある声質をしている花譜を見つけた。そこから同じ名前のアカウントをTwitterで探し、マネジメント担当のスタッフから連絡を取った。初めはかなり不審がられたというエピソードも語っている。
花譜は当時中学生で学業との両立を行う必要があるだけでなく、地方に住んでいたこともあり、地理的かつ年齢的な問題から直接やりとりができるまでに大変時間がかかった。たとえ高校生になったとしても上京するつもりは当時なかったため、リモートでデビューすることになった。当時はバーチャルYouTuberのキズナアイが活躍し始めたばかりで、バーチャルアバターを用いての活動を提案した。また花譜からは、花譜が初めてPIEDPIPERに会った際「都会の大人」っぽさを感じ、隔たりがあったと語られている。
PIEDPIPERはアーティストの発掘について、完璧ではない人間に魅力を感じると語っている。当時の花譜は歌があまり上手ではなかったが声質に魅力を感じ、強烈に引かれる「良さ」があったと語っている。何よりPIEDPIPER自身が花譜の声のことが個人的に好きであり、「歌声の成分がいい」と評している。
花譜の活動の中で最初のターニングポイントは初めてのレコーディングスタジオでのことである。苦労して見出したこともあり、レコーディングで立ち会ったマネージャーやエンジニアが花譜の歌声に感動したことがPIEDPIPERが花譜に感じていた可能性を確信に変えた。歌の才能によりプロデュースした花譜であったが、デビュー前に彼女の詩を見てセンスを感じ、歌だけでなくアーティストとしての才能に気付き始めた。花譜 2nd ONE-MAN LIVEのリメイク作である「不可解弐 REBUILDING」では、花譜自身が劇中のポエトリーリーディングの映像の言葉を手掛けており、そのころにはPIEDPIPERが初めて会った時より語彙力が増え、アーティストとしての才能が開花してきていると語っている。
2018年10月の花譜のデビュー以降、半年でかなり手応えを感じ始めていたが、最もそれが顕著になったのは2019年8月の花譜 1st ONE-MAN LIVE『不可解』で観客の熱狂を見たときであると語っている。クラウドファンディングで4000万円が集まり、Twitterの世界トレンド1位になり、YouTubeの同時接続数も非常に多かったなど実際の数字としても表れていた。そしてそれ以降彼にインスピレーションが湧き、数年後のことまでアイデアが出たと語っている。日本武道館でのライブも2019年時点で既にイメージがあった。
下記のようにバーチャルシンガーにIPコンテンツの性質があることを認めつつプロデュースを行う上で、ひとりの人間であり普通の一人の若い女の子であることを無視しないように細心の注意を払っている。

### カンザキイオリのプロデュース
初めはPIEDPIPERからカンザキイオリにTwitterのダイレクトメール経由でコンタクトを取ったが、カンザキは怖がって無視をしてしまった。しかし後日改めて熱意あるメッセージを送り、「デビュー前の花譜のためにバーチャルシンガーという形で曲を書いてほしい」という話をすることになったのがプロデュースのきっかけである。カンザキイオリには「花譜ではなかったころの」花譜のデモを聞いてもらったところ、最初から良いと言ってくれたこともあって、それを信じてタッグを組ませることに決めた。
花譜の初めてのライブ『不可解』のときに作られた曲「不可解」は、PIEDPIPERがカンザキに送ったメッセージが元になっている。内容は仕事とかお金とかビジネスとか、そういうことを度外視して言葉にできないすごく美しいものを信じてやっているということであった。他の曲に関しても、基本はPIEDPIPERのイメージを基にカンザキの気持ちを足し、意見交流を行いながら完成する。
カンザキはPIEDPIPERのことを師匠やお父さんのような存在であると語っている。逆にPIEDPIPERはカンザキと花譜の関係を、全然違う人間であるが人間性に共通項を感じ、兄妹のようだと言及している。

### 理芽のプロデュース
花譜のデビューの1年後にデビューした理芽のプロデュースも行っている。理芽も花譜と同様にPIEDPIPERが見出した。花譜とは別人ながら声の性質が似ており、埋もれてしまった才能を活かすため時間をかけてデビューさせたと語っている。花譜に比べて才能を引き出す作業が難しかったと語っている。

### 「音楽的同位体」のプロデュース
生身の人間であるアーティストを育てるだけでなく、「可不」などの「音楽的同位体」と呼ばれる音声合成ソフトウェアを手掛けている。バーチャルシンガーにはIPコンテンツ的側面もあり、大きなプラットフォームのないレーベルにおいてそれを作っていくことはハードルが高い中、継続的な発展が見込まれるものとしてユーザー生成コンテンツの要素を含んだコンテンツを持つことを構想しできたものである。2021年7月7日の「可不」の発売より前から、様々なボカロPに依頼していた曲が公開されるとその反響は大きく、syudou「キュートなカノジョ」を筆頭に販売1ヶ月前の6月9日の時点でも累計1600万回再生されていた。そのようなこともあり、初めはどんな風に受け取られるのかという不安があったが、プロジェクトを進めてよかったと語っている。

### バーチャルYouTuber市場と差別化
初期のバーチャルYouTuberはロールプレイング性が強く、キャラクターを演じる要素が主体であった。そこから5年が経過した2022年現在、主流であるのはいわゆるバーチャルライバーであり、投げ銭を主な収益モデルとしていて最もドキュメンタリー要素が強い。花譜はそれらの過渡期にバーチャルシンガーとしてデビューしつつ、最初期からドキュメンタリー性にこだわっていた。実際に現在残っているのはドキュメンタリー性が高いバーチャルYouTuberが多く、花譜はその流れに先んじていたと語っている。そしてあくまで音楽を主軸に、ドキュメンタリー性が強い活動を行うアーティストがKAMITSUBAKI STUDIOの特色であると語っている。
また、リアルとバーチャルの境界を行き来し、バーチャル領域でのアーティスト活動に留まらないように気を付けていると語っている。バーチャルYouTuberのファンは若く熱量があるが、それに留まらずバーチャルYouTuberに興味がないJ-Popが好きな層にもリーチしてほしいと考えている。
KAMITSUBAKI STUDIOの構想としては、日本発で88risingのようなYouTubeベースのクリエイティブレーベルを独自に作りたいという思惑があった。KAMITSUBAKI STUDIOではアーティスト同士の創作活動を連動させ、スピード感を高めるために音楽を作るレーベル機能とアーティストを預かるマネジメント機能を統合し、内製化している。また発信の場はYouTubeを主体としていることは自分たちでメディア的な発信力を持てる強みであると考えている。販売する商品はD2Cで、既存の流通を通じて販売を行わず利益率を最大化させていることで音楽制作、映像やMVの制作、宣伝などの投資やアーティストへの還元をできるようにしている。また、AR、VR、MRなどの技術を統合し、様々な形態のXRライブ表現を行うために技術班を増やし、自社内で制作できるようにしている。川サキやPALOW.らクリエイターの力も大きいと語っている。
KAMITSUBAKI STUDIO設立当初から、音楽から物語を派生させていくというテーマを持っていた。花譜の楽曲やカンザキイオリの曲から小説を作っていくことはその一例である。またライブの中でもドキュメンタリーとフィクションを織り交ぜ、物語性を感じる表現を作ることも重要視している。ライブ『不可解』で実現したかった事はファンが参加したくなる物語を作ることであり、ストーリー展開やポエトリーリーディング、変身シーンのような音楽ライブで通常では行われない要素を取り入れた演出を行った。
KAMITSUBAKI STUDIOはアーティストメインでファンコミュニティから利益を得るビジネスモデルであり、クライアントから広告費を得るインフルエンサータイプのビジネスモデルとは異なっている。インフルエンサータイプのバーチャルYouTuberに関しては、ノウハウがないと会社の事業として成立させるのが難しいと語っている。その中でにじさんじに言及し、可能性のある面白い事業であると評している。